# One Light
One Light – pierwszy singel amerykańskiego zespołu rockowego 3 Doors Down z albumu kompilacyjnego The Greatest Hits. Wydany został 2 stycznia 2013 roku przez wytwórnię płytową, Republic Records. Muzykę do utworu skomponował Marti Frederiksen. 9 stycznia 2013 roku ukazał się teledysk, który wyreżyserował Roger Pistole. Za produkcję muzyczną odpowiedzialni są Howard Benson i Ryan Zacarias.

## Teledysk
Teledysk do utworu "One Light" został wydany 9 stycznia 2013 za pośrednictwem serwisu internetowego VEVO. Reżyserem materiału jest Roger Pistole.

## Pozycje na listach
| Notowania                    | Najwyższa pozycja |
| ---------------------------- | ----------------- |
| US. Rock Airplay (Billboard) | 25                |

## Twórcy
Skład zespołu
- Brad Arnold – wokal prowadzący
- Todd Harrell – gitara basowa
- Chris Henderson – gitara rytmiczna
- Chet Roberts – gitara prowadząca
- Greg Upchurch – perkusja

Produkcja muzyczna
- Howard Benson – produkcja muzyczna
- Ryan Zacarias – produkcja muzyczna
- Marti Frederiksen – kompozytor